# (9460) McGlynn
(9460) McGlynn es un asteroide perteneciente al cinturón de asteroides, descubierto el 29 de abril de 1998 por el equipo del Near Earth Asteroid Tracking desde el Observatorio de Haleakala, Hawái, Estados Unidos.

## Designación y nombre
Designado provisionalmente como 1998 HS30. Nombrado en honor a Thomas A. McGlynn (nacido en 1956), actualmente el científico jefe de archivos del Centro de Investigación de Archivos de Ciencia de Altas Energías en el Centro de Vuelo Espacial Goddard. Ha desempeñado un papel fundamental en el desarrollo de archivos y sistemas de análisis para muchos satélites. Sus esfuerzos de investigación incluyen estudios de emisión difusa de rayos gamma y emisión de núcleos galácticos activos, así como cálculos de n-cuerpos de los efectos de sistemas en interacción. Ha desarrollado el observatorio virtual SkyView y el sitio web SkyMorph, que permite a los usuarios de Internet acceder a imágenes e información de objetos de la base de datos del proyecto NEAT y buscar objetos móviles o variables en ella.

## Características orbitales
McGlynn está situado a una distancia media del Sol de 2,665 ua, pudiendo alejarse hasta 3,069 ua y acercarse hasta 2,261 ua. Su excentricidad es 0,152 y la inclinación orbital 13,664 grados. Emplea 1589,22 días en completar una órbita alrededor del Sol.
Pertenece a la familia de asteroides de (15) Eunomia.

## Características físicas
La magnitud absoluta de McGlynn es 12,93. Tiene 8,138 km de diámetro y su albedo se estima en 0,121.